# Psychotria leitana
Psychotria leitana är en måreväxtart som beskrevs av Charlotte M. Taylor. Psychotria leitana ingår i släktet Psychotria och familjen måreväxter. Inga underarter finns listade i Catalogue of Life.